# Heinrich Jacob Aldenrath

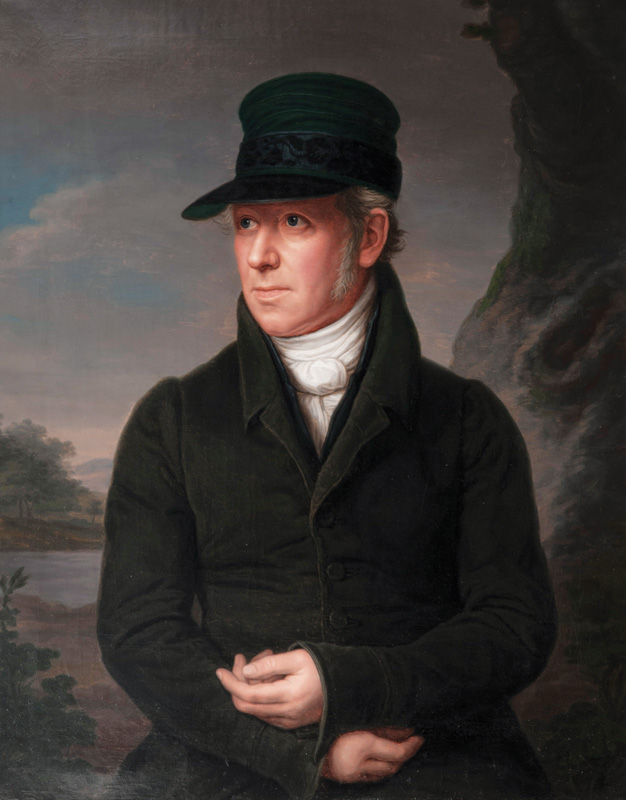
Heinrich Jacob Aldenrath, porträtiert von Friedrich Carl Gröger (1835)

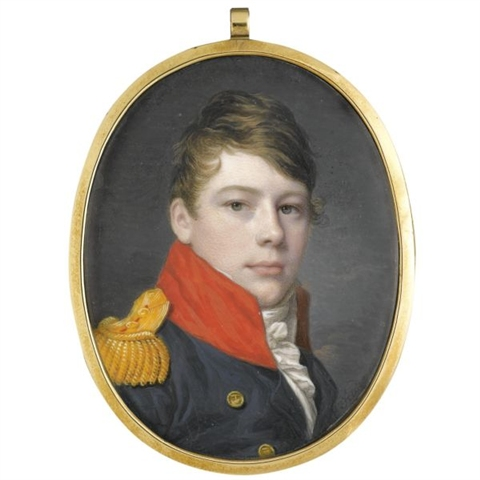
Miniaturporträt (6,5×5 cm) eines jungen Offiziers, ca. 1805

Heinrich Jacob Aldenrath (* 17. Februar 1775 in Lübeck; † 25. Februar 1844 in Hamburg) war ein norddeutscher Miniaturmaler und Lithograf.

## Leben
Aldenrath war Sohn eines Golddrahtfabrikanten in Lübeck. Bereits im Alter von dreizehn Jahren wurde er Schüler des damals knapp zwanzigjährigen Porträtmalers Friedrich Carl Gröger. Sie verband bald eine enge Partnerschaft – und fortan lebten sie „in treuester Herzens- und Kunstfreundschaft“ zusammen. Gemeinsam studierten sie ab 1789 an der Akademie der Künste in Berlin. Anschließend gingen sie gemeinsam nach Hamburg und zogen dann, nach einer gemeinsamen Studienreise nach Dresden und Paris, wieder nach Lübeck, wo sie bis zum Jahr 1807 wirkten. Weiter wechselnd zwischen Hamburg, Kopenhagen, Kiel und Lübeck, ließen sie sich um 1814 dauerhaft in einer gemeinsamen Haushaltung in Hamburg nieder.
Ab 1802 zogen Aldenrath und Gröger als Männer die Pflegetochter Caroline Charlotte „Lina“ Gröger  (1800–1852) groß, die uneheliche Tochter eines jüngeren Bruders von Gröger, eine „für die damalige Zeit höchst ungewöhnliche Patchworkfamilie“. Um 1802 entstanden zwei nahezu identische Gemälde von Gröger und Aldenrath vor einer Staffelei. Während auf dem einen Bild zwischen den Männern ein Hund sitzt, ist auf dem zweiten Bild an Stelle des Hundes die Pflegetochter Lina im Alter von zwei Jahren zu sehen. Im Brockhaus von 1827 hieß es: „Wie im Altertum Damon und Pythias und die Künstlerbrüder Theodorus und Telekles unnzertrennlich genannt werden, so vereinigte eine seltene Freundschaft und die verbundene Kunst diese beiden Künstler unzertrennlich.“
Nach dem Bekanntwerden der Lithografie in Norddeutschland ab 1818 wandten sich beide auch dieser Technik zu und arbeiteten zunächst für Johannes Michael Speckter, den Vater von Otto und Erwin Speckter. Unter ihrem Firmennamen Gröger & Aldenrath produzierten beide eine große Anzahl von Porträtlithografien, wobei ihre jeweiligen individuellen Handschriften kaum auseinanderzuhalten sind. Zu Aldenraths bekanntesten eigenhändigen Arbeiten zählen die Bildnisse der gräflichen Dichter Christian und Friedrich Leopold zu Stolberg-Stolberg, die als Titelvignetten ihrer Werke weite Verbreitung fanden.
Nach dem Tod Grögers 1838 scheint Aldenrath nur wenig weiter gearbeitet zu haben und zog sich 1842 nach Holstein zurück. Er starb 1844 und wurde neben Gröger begraben.
Der Aldenrathsweg in Hamburg-Barmbek ist nach ihm benannt – und über die Tischbeinstraße mit dem Grögersweg verbunden.